# لو پورتیه
لو پورتیه (به لاتین: Le Portier) یک منطقهٔ مسکونی در موناکو است که در شهرداری موناکو واقع شده‌است. لو پورتیه ۳٬۴۰۰ نفر جمعیت دارد.